# 什内乌尔·扎尔曼
利亚德的什内乌尔·扎尔曼（希伯來語：שניאור זלמן מליאדי；1745年9月15日—1812年12月27日 /  猶太曆5505年以祿月18日 – 5573年提別月24日)，是名猶太教正統派拉比，也是哈西迪派分支哈巴德運動的创始人。該運動以俄罗斯帝国的利亚德為中心。重要的作品是《拉比的舒尔汉阿鲁赫》、《塔尼亚》(Tanya)和根据阿里祷文编寫的《妥拉西都爾》。
扎尔曼(Zalman)，是所罗门的意第绪语变体；而什内乌尔(Shneur, Shne'or)，是希伯来语「二光」(shnei ohr）的意第绪语变体。

## 生平

### 名字由來
什内乌尔·扎尔曼，也被称为“什内乌尔·扎尔曼·巴鲁乔维奇”（Shneur Zalman Baruchovitch），“Baruchovitch”來自他俄罗斯父名“Baruch”，以及其他頭銜的首字母缩寫，包括「《塔尼亞》（Tanya）和《拉比摆好的餐桌》（Shulchan Aruch HaRav）作者、意第绪语的“老拉比”“(Alter Rebbe)、希伯来语的“我们的主人、我们的老师和我们的老拉比”(Admor HaZaken)、希伯来语的「我们的老拉比」(Rabbenu HaZaken)、希伯来语的“我们伟大的拉比”(Rabbenu HaGadol)、拉比什内乌尔·扎尔曼的縮寫 (רש"ז‬）、 “高貴的拉比扎尔曼”（גר"ז‬, ），以及「出类拔萃的拉比」(Harav)。

### 早年
1745 年，什内乌尔·扎尔曼出生在波立联邦的小鎮利奥兹諾（今白俄罗斯）。扎尔曼，是巴魯赫（Baruch）之子，是神秘學家拉比猶大·羅·本·比撒列的父系后裔。 根据布拉格的梅厄·佩雷斯 (Meir Perels) 的说法，猶大·勒夫·本·比撒列是老犹大·莱布 (Judah Leib) 的曾孙，也是哈伊·高恩的父系后裔，故扎尔曼也是大卫王朝的後裔。不過，奥托·穆内莱斯(Otto Muneles) 和什洛莫·恩加德 (Shlomo Engard) 等几位现代历史学家对这一说法提出了质疑。  什内乌尔·扎尔曼是梅泽里奇的多夫·贝尔的门徒，也是哈希迪派创始人巴尔·谢姆·托夫的繼承者，人稱"大說教師"(Great Maggid)。 

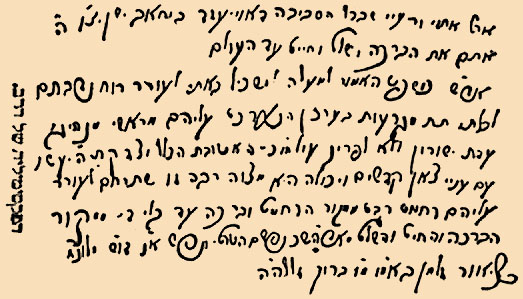
布羅克豪斯與艾弗隆猶太百科全書（1906-1913）中的写作样本

扎尔曼自幼就展现出非凡的天赋。八岁时，扎尔曼根據拉什、纳赫蒙尼德和亚伯拉罕·伊本·以斯拉的作品，寫了篇關於妥拉的评论。 直到12岁，在柳巴维奇，扎尔曼师从以薩迦(Issachar Ber)，成為名塔木德主义者。因過於聰慧，老师将扎尔曼送回家，并告诉其父，这个男孩可以在没有老师帮助的情况下继续学习。  12 岁时，他发表了关于新月基杜什（Kiddush Hachodesh）禮儀的演說，獲授予他“拉夫”（Rav）的称号。 
15歲，扎尔曼與维捷布斯克財主耶胡达·莱布·塞加尔（Yehuda Leib Segal）之女斯特尔纳·塞加尔（Sterna Segal）结婚。其後，扎尔曼在一對博学的兄弟指導下，學習數學、几何和天文学。這對兄弟是來自波希米亚的难民，定居在利奥兹纳。 其中一位是卡巴拉学者，因此，扎尔曼除了掌握拉比文学之外，也學會科学、哲学和卡巴拉的丰富知识。  扎尔曼精通艾薩克·盧里亞的卡巴拉系统。1764年，扎尔曼成为多夫·貝爾的门徒。1767年，年仅22岁的扎尔曼被任命为利奥兹諾的說教師(Maggid)，直到1801 年。 

### 反对拿破仑和支持沙皇

从莫斯科撤退的法軍

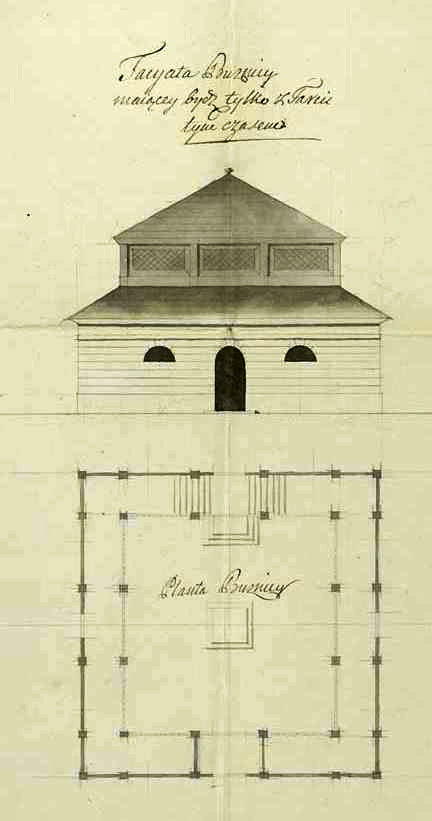
波兰科傑尼采的犹太會堂。一些波兰哈西迪猶太人支持拿破仑。

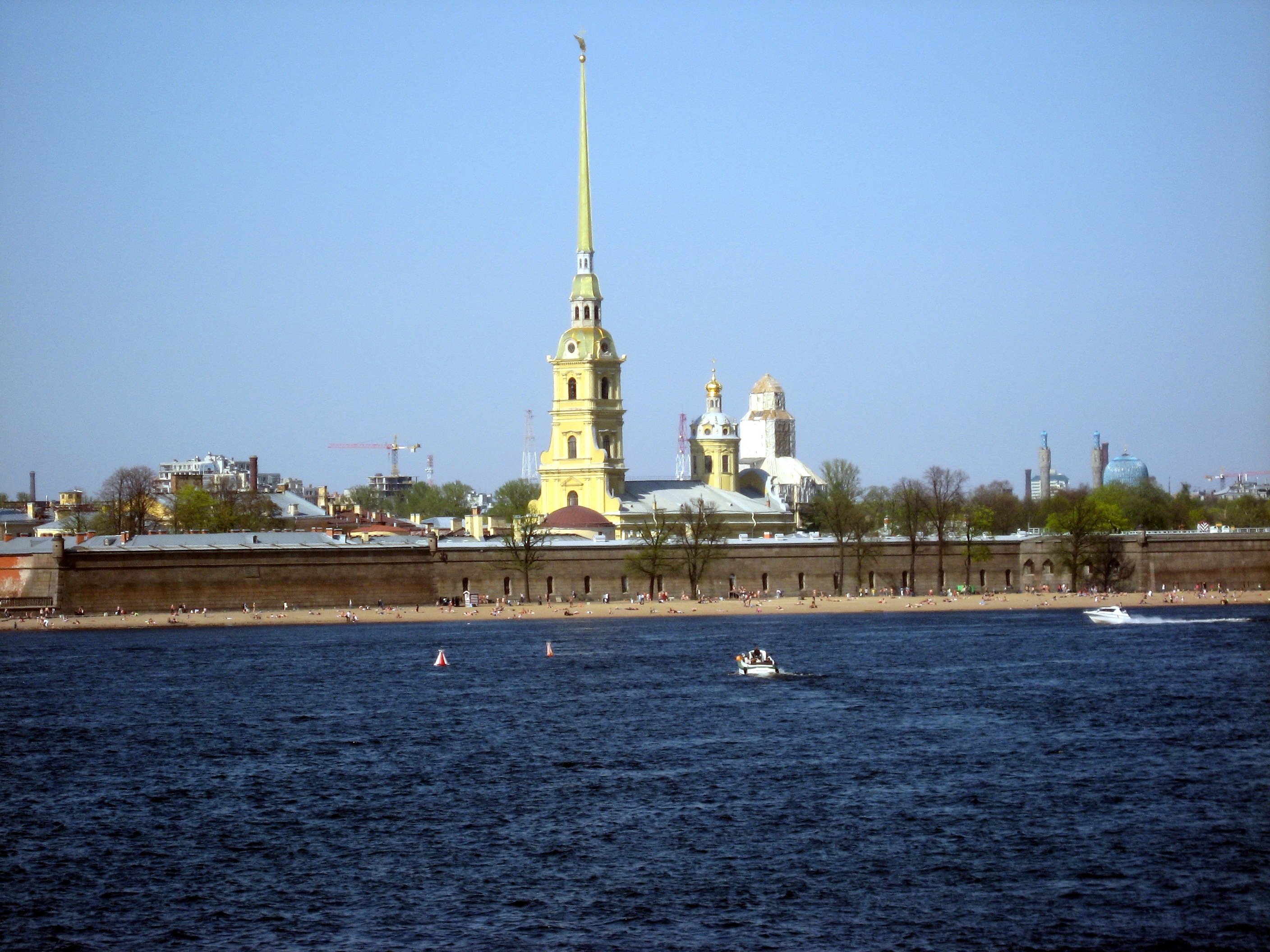
聖彼得堡彼得保罗要塞

在法国入侵俄罗斯期間，许多波兰哈西迪派领导人支持拿破仑或保持沉默，而什内乌尔·扎尔曼則公开支持沙皇。
在逃离勢如破竹的法军时，扎尔曼写信，向朋友摩西·梅泽莱斯（Moshe Meizeles）解释他反对拿破仑的理由。 扎尔曼的反对源于拿破仑希望犹太人將自己當作弥赛亚。拿破崙征服並打开隔都大门，解放猶太居民時，他另建了由自己掌握的猶太公会，招募犹太人入伍，散布他將征服圣地的谣言，让犹太人为了拿破崙而颠覆沙皇政權。 因此，扎尔曼的反对出於恐懼犹太人转向他看到的拿破仑的虚假弥赛亚。 
另一位科傑尼采的哈西迪猶太領袖Yisroel Hopsztajn也认为拿破仑是对犹太人民的威胁，但相信在拿破崙战胜俄罗斯之后，弥赛亚將会到来。梅纳赫姆·门德尔·什内尔松认为Yisroel Hopsztajn是希望拿破仑击败沙皇的哈巴德领导人。 

### 反哈西迪派
在哈西迪运动的过程中，犹太社群中出现了反哈西迪派(Misnagdim)。哈西迪與反对者间的分歧，包括关于屠宰使用的刀具以及祷辞等。 什内乌尔·扎尔曼和哈西迪派领袖梅纳赫姆·门德尔，试图说服立陶宛犹太人领袖维尔纳阁下接受哈西迪派的合理性。然而，维尔纳阁下拒绝与他们见面。 

### 逮捕
1797年，维尔纳阁下死后，他的反哈西迪派追隨者，指控哈西迪派支持鄂圖曼帝国，顛覆沙皇。此因什内乌尔·扎尔曼曾主张捐助善款支持居住鄂圖曼土耳其领土巴勒斯坦上的犹太人。1798年，扎尔曼因涉嫌叛国罪遭到逮捕，送往圣彼得堡，关押在彼得保罗要塞 53天。最终，沙皇保罗一世無罪释放他。无罪释放的希伯来日，即希伯来历5559年基斯流月19日 ，後來成為哈巴德的節日。在該日，巴哈德社群會在當日享用大餐，並做出共同承诺学习塔木德，稱為。
哈巴德传统中，扎尔曼的监禁被詮释为上天懲罰他過度揭示了神聖的奧秘。犹太神秘主义传统建立在卡巴拉質點概念上。慈悲(Chesed)一面無限制地给予身心靈上的祝福；而另一方面，嚴厲(Gevurah)與之制衡，衡量、限制流向接受者的祝福。随后的宏偉（Hod）質點加以限制，以维护神圣威严的荣耀。在多夫·贝尔的哈西迪故事中，一名門徒看到哈西迪著作的一页在院子里飘荡。他因神聖奧秘被哈西迪揭露而褻瀆神聖感到遺憾。在故事中，門徒的想法代表上天对說教師的指责，指責說教師透露了太多奧秘。年轻的扎尔曼用一則著名的哈西迪寓言回答指責，表示縱使會遭到神聖的報應，哈西迪也要拯救猶太人的心靈。 
1800年，扎尔曼，連同擔當其父翻譯的儿子摩西，再次被捕，送往圣彼得堡。几周后獲释，但被禁止离开圣彼得堡。  幾周後，沙皇亚历山大一世即位，扎尔曼因而获释；俄罗斯政府“给予他充分的自由来宣讲他的宗教教义”。

### 利亚德

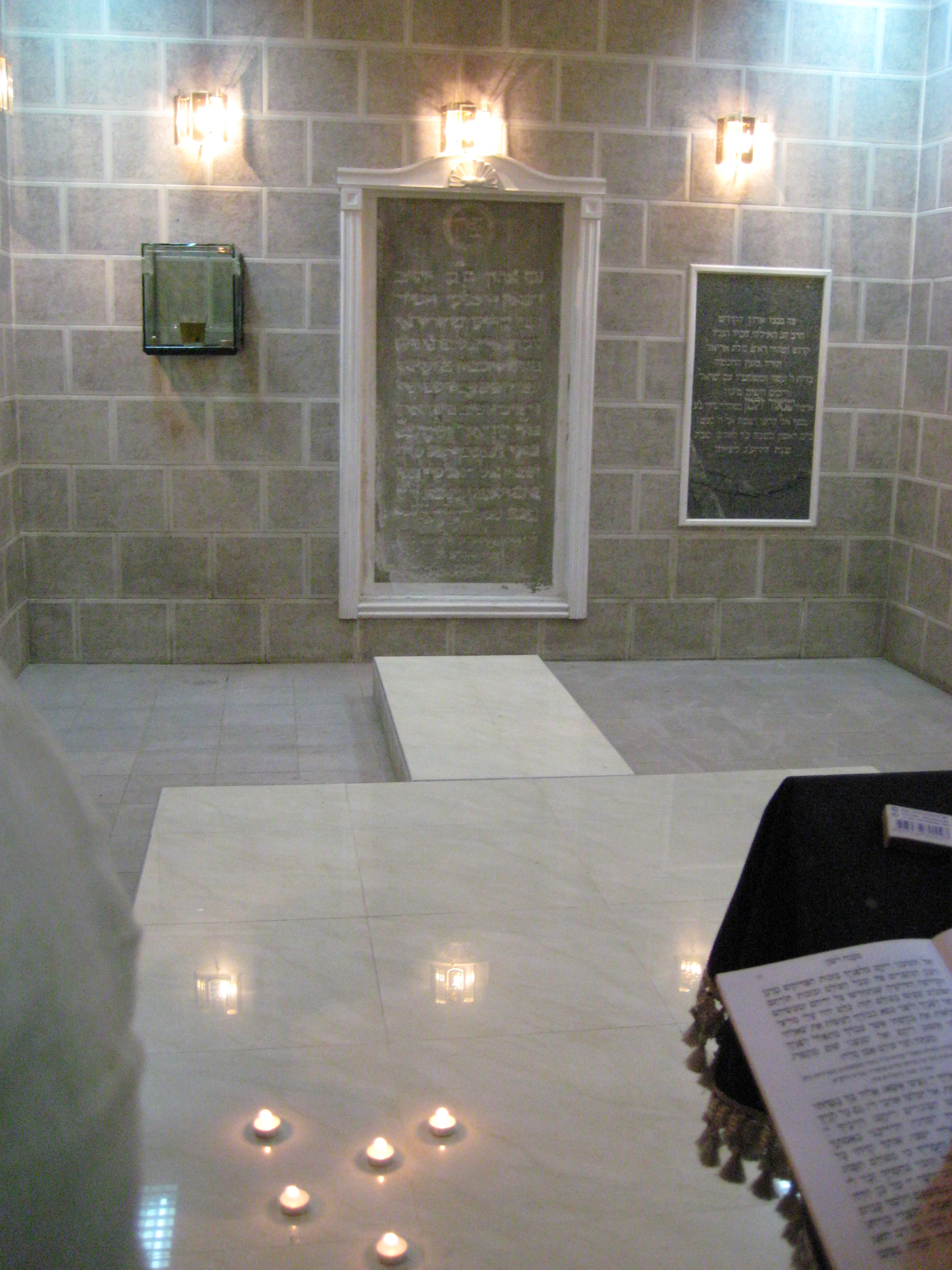
哈佳奇的扎尔曼之墓

获释后，受波蘭親王斯坦尼斯瓦夫·盧博米爾斯基之邀，扎尔曼将活動中心搬到了俄罗斯帝国维捷布斯克州的利亚德，而不是回到利奥兹纳。  哈巴德运动在利亚德獲得发展，而扎尔曼餘生都在此度過。1812年，为躲避法军入侵，他計算前往波尔塔瓦，但在途中死于库尔斯克州佩纳小村。死後埋葬在哈佳奇 。

### Staroselye
扎尔曼去世後，扎尔曼追随者跟從扎尔曼的高徒──来自斯特拉谢列的阿哈龙·哈列维。而另一些人追隨多夫贝尔·什内乌里。多夫贝尔·什内乌里亦講述哈巴德的Strashelye学派內容。兩者的差別是，阿哈龙·哈列维强调情感在儀式、祈祷中的重要性。多夫贝尔·什内乌里并没有拒绝情感的作用，而是强调如果儀式中產生的情感是真实，這種情感就只能是冥思，但这又导致「在神面前自我否定」(bittul)。 多夫贝尔·什内乌里其题为《論宗教狂喜》(Kuntres Hispa'alus) 中，只有摆脱他认为不诚实的情绪才能达到哈巴德的終極境界。 

## 哈巴德哲學
身為塔木德主义者，什内乌尔·扎尔曼努力将卡巴拉和哈西迪置于理性基础上。在他的重要作品《塔尼亚》(Tanya)，他将自己的進路定义为「心靈統治情感」(מוח שולט על הלב‬)）。他稱這個進路為「哈巴德」(Chabad)，來自幾個質點的希伯来语缩写：智慧（Chochma）、理解（Bina）與知識（Da'at）。扎尔曼認為，人既不是静态被动的实体，而是個充满活力的人，必须努力发展自己的潜在，才能完善自己。
在他的作品與布道中，他“展現一种基於智識而非盲目的信仰”， 並認為智力可達致卡巴拉的神秘。這種智識基础將哈巴德从其他形式的哈西迪犹太教区分出來，稱為Chagas  ，來自其質點的希伯来语缩写：慈悲（Chesed）、嚴厲（Gevurah）與美麗（Tiferes）。 
與哈西迪創始人巴尔·谢姆·托夫同个希伯来生日，哈巴德传统將兩人詮釋為創世第4日的兩個光體。「於是，神造了兩個大光、大的管晝、小的管夜．又造眾星。」。在猶太教傳統文獻《米德拉什》，太阳和月亮最初是平等兩大光體，月亮是后来失去了它的光，成為「较小的」。因此，哈巴德传统詮釋下，巴尔·谢姆·托夫对应太阳，什内乌尔·扎尔曼則对应的月亮。 巴尔·谢姆·托夫揭示了无限的神圣信仰，什内乌尔·扎尔曼将哈西迪信仰融入到智識的掌握中。  